# Moritz Schönfeld
Moritz Schönfeld (* 9. Februar 1880 in Groningen; † 4. Oktober 1958 in Hilversum) war ein niederländischer Germanist, Sprachwissenschaftler und Namenforscher.
Seine Familie stammte ursprünglich aus Sachsen, war von dort um 1600 nach Hessen und um 1800 in die Niederlande gezogen. Sein Vater war der Lehrer der Naturkunde Carl Dietrich Schönfeld, seine Mutter Maria Elisabeth Venema war Tochter des Geographen und Statistikers Gerardus Azings Venema.
Moritz Schönfeld studierte von 1898 bis 1906 an der Reichsuniversität Groningen, wo ihn besonders der Germanist Barend Sijmons beeinflusste. In seiner Examensarbeit beschäftigte sich Schönfeld mit den germanischen Volks- und Personennamen.
Nach dem Studium unterrichtete Schönfeld Geographie in Meppel (1905–1908) und Tilburg (1908–1913), dann ab 1913 am neugegründeten Gymnasium in Hilversum (bis zu seiner Pensionierung 1945). Neben dem Schuldienst trieb er seine wissenschaftliche Arbeit voran. Ab 1930 war Schönfeld Mitglied der Königlich Niederländischen Akademie der Wissenschaften. Am 28. November 1948 ernannte ihn die Reichsuniversität Groningen zum Ehrendoktor.
Eine von Schönfelds wichtigsten Arbeiten war das Wörterbuch der altgermanischen Personen- und Völkernamen nach der Überlieferung des klassischen Altertums (1911). Das Wörterbuch, das auf seiner Groninger Examensarbeit aufbaute, erlebte mehrere Neuauflagen (Heidelberg 1965, Darmstadt 1965) und gilt als grundlegendes Standardwerk. Es wurde erst 1987 durch Hermann Reicherts Lexikon der altgermanischen Namen überholt. Auch sein Handbuch zur historischen Grammatik des Niederländischen (1921 erstmals erschienen) erlebte bis 1970 acht Auflagen. 
Er beschäftigte sich besonders mit Flur- und Gewässernamen der Niederlande sowie mit historischer Geographie und verfasste 44 Artikel für Paulys Realencyclopädie der classischen Altertumswissenschaft (RE). 1933 publizierte er in der Tijdschrift voor Nederlandse Taal- en Letterkunde das Fragment Hebban olla vogala, das kurz zuvor von dem Anglisten Kenneth Sisam in einer mittelalterlichen Klosterbibliothek in Kent entdeckt worden war. Schönfeld erkannte darin das älteste schriftliche Zeugnis der altniederländischen Sprache; seine sprachwissenschaftliche Analyse des Fragments blieb bis in die 2000er Jahre maßgebend.

## Schriften (Auswahl)
- Proeve eener kritische verzameling van Germaansche volks- en persoonsnamen voorkomende in de litteraire en monumentale overlevering der Grieksche en Romeinsche oudheid. Groningen 1906
- Wörterbuch der altgermanischen Personen- und Völkernamen nach der Überlieferung des klassischen Altertums. Carl Winter, Heidelberg 1911 (Nachdrucke Heidelberg 1965, Darmstadt 1965); Digitalisat: archive.org.
- Historische grammatica van het Nederlands. Zutphen 1921. 2. Auflage 1924. 3. Auflage 1932. 4. Auflage 1957. 5. Auflage (besorgt von Adolphe van Loey) 1957. 6. Auflage 1959. 7. Auflage 1970. 8. Auflage 1970.
- Friezen, Saksen, Franken. Lezingen gehouden voor de Dialecten-Commissie der Koninklijke Nederlandse Akademie van Wetenschappen op 14 mei 1947. Amsterdam 1947.
- Nederlandse waternamen. Brüssel 1955.